# Питар, Жозеф
Шарль-Жозе́ф Мари́ Пита́р-Брио́ (фр. Charles-Joseph Marie Pitard-Briau; 1873—1927) — французский ботаник, изучавший флору Северной Африки.

## Биография
Жозеф Питар родился 30 октября 1873 года. Учился в Университете Бордо, в 1899 году окончил его со степенью доктора естественных наук. С 1897 по 1902 работал ассистентом на факультете естественных наук, в 1902 году получил диплом фармацевта. В 1901 году Жозеф Питар был назначен профессором естественных наук в Школе медицины в Туре.
С 1904 по 1906 год Питар дважды путешествовал по Канарским островам. В 1908 году он выпустил книгу Les Iles Canaries. Flore de l'Archipel, в которой обобщал свои наблюдения. В 1907, 1908, 1909—1910 и 1913 годах он исследовал флору Туниса. С 1911 по 1913 год Питар пребывал в экспедиции по Марокко. В 1931 году вышла его книга Contribution à l'étude de la Flore du Maroc.
Шарль-Жозеф Мари Питар скончался 29 декабря 1927 года.
Питар передал основную часть своего гербария ботанику Джону Брике. В настоящее время он находится в Женевском ботаническом саду (G). Некоторые гербарии флоры Марокко и Канарских островов находятся в Парижском музее естественной истории (P).

## Избранные публикации
- Pitard, J.; Proust, L. Les Iles Canaries. — Paris, 1909. — 502 p., 19 pl.
- Pitard, J.; Harmand, J. Contribution à l'étude des lichens des Iles Canaries. — Paris, 1911. — 72 p.
- Pitard, J. Exploration scientifique du Maroc. — Paris, 1913. — 187 p., 9 pl.
- Pitard, J. Contribution à l'étude de la Flore du Maroc. — Paris, 1931. — 80 p.

## Роды растений, названные в честь Ж. Питара
- Pitardia Batt., 1918